# Trangravsbroen
Trangravsbroen er en bro til fodgængere og cyklister mellem Christianshavn og Arsenaløen i København, der ligger hvor Christianshavns Kanal munder ud i Trangraven. Broen er speciel, idet den består af tre dele, der mødes på midten over Trangraven. Den ene del kommer fra vest fra den del af Christianshavn, der ligger vest for Christianshavns Kanal. Her er der en gang- og cykelsti, der fører direkte hen til Inderhavnsbroen til Nyhavn. Den anden del kommer fra sydøst fra den af Christianshavn, der ligger øst for Christianshavns Kanal. Den tredje del kommer fra nordøst fra Trangravsvej, der forbinder Arsenaløen med Papirøen over en dæmning.
Broen skulle have stået færdig i februar 2013, og er en gave fra A.P. Møller og Hustru Chastine Mc-Kinney Møllers Fond til almene Formaal. Broen skulle opføres af entreprenørselskabet E. Pihl & Søn, men grundet dette firmas konkurs blev afleveringen forsinket. Broen blev indviet den 21. december 2014.

## Galleri
- Trangravsbroen åbnet.
- Området, hvor Trangravsbroen er opført. Billedet er taget før indvielsen af broen.
- Området, hvor Trangravsbroen er opført. Billedet er taget før indvielsen af broen.